# Petr Růžička (tesař)
Petr Růžička (9. září 1954 Praha – 27. května 2023 Cheb) byl český tesařský mistr. Byl všestranně nadanou osobností, zaměřoval se zejména na tradiční tesařství. Mnoho specialistů motivoval k citlivému přístupu při řemeslných opravách stavebních památek. Výrazně přispěl k šíření povědomí o významu tradičních řemesel i u širší kulturní veřejnosti a mládeže.

## Život

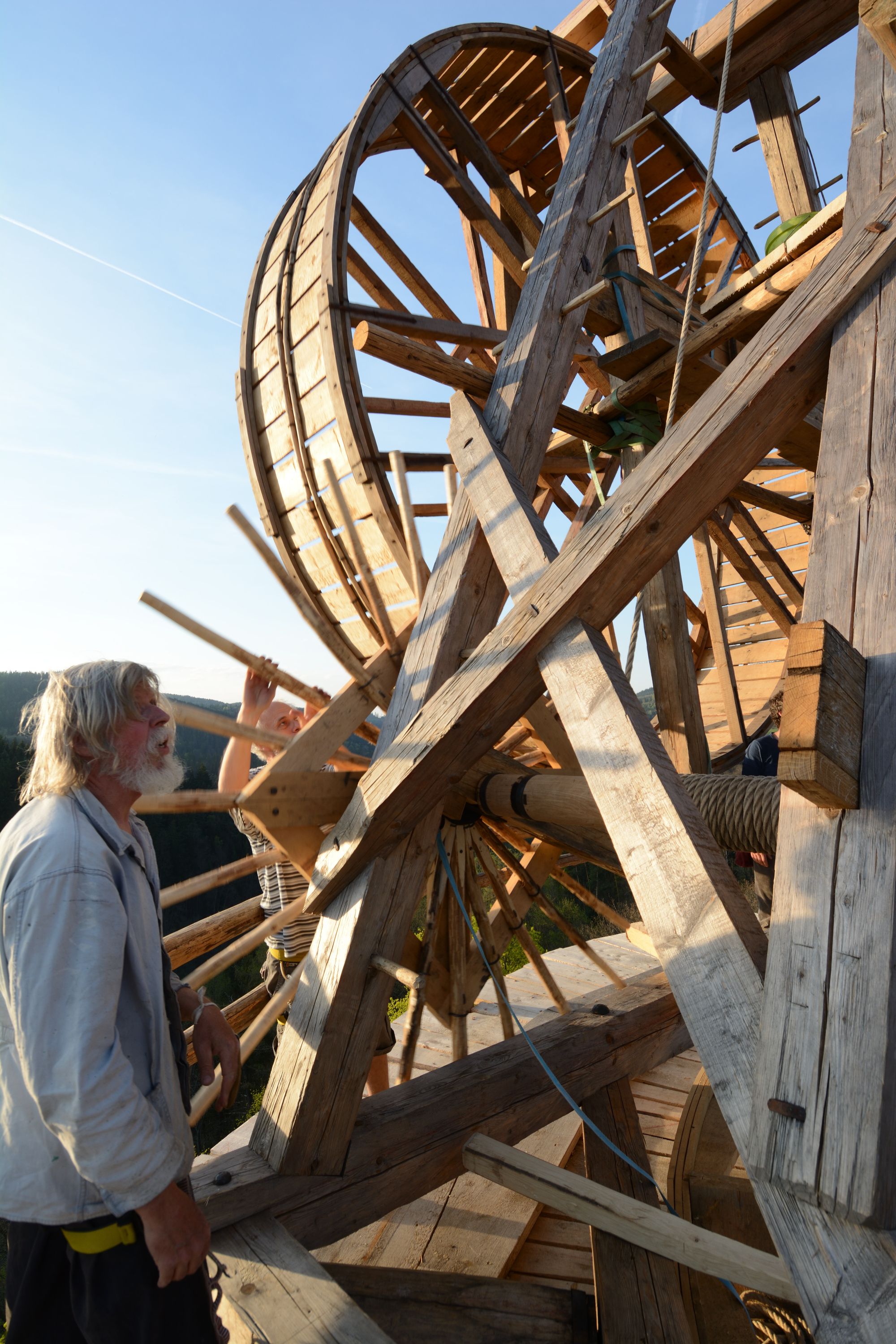
Petr Růžička se svým jeřábem při obnově věže Jakobínka v Rožmberku nad Vltavou, 2018

Rodiče Petra Růžičky se seznámili na poválečné svazácké brigádě v Ostravě, při stavbě Nové huti Klementa Gottwalda. Tatínek Karel Růžička byl původně vyučený elektrikář. Po válce však během dvou let zrychleně dokončil gymnázium a pak vystudoval historii na Filozofické fakultě UK. Maminka studovala medicínu. Koncem 50. let zahájil otec ještě postgraduální studium, během kterého dojížděl do Sovětského svazu. Po studiích zůstal na filozofické fakultě a pracoval v Historickém ústavu Akademie věd.
V roce 1963 Karel Růžička zasedal v tzv. barnabitské komisi, která měla poněkolikáté posoudit rehabilitace komunistů odsouzených v procesech z 50. let. Historici tak získali možnost seznámit se s materiály, které dokazovaly nezákonnost procesů 50. let. V roce 1968 Karel Růžička veřejně odsoudil okupaci Československa v roce 1968, což proměnilo život celé rodiny. Od ledna 1969 nesměl na své pracoviště a pobíral minimální plat. Oba rodiče se pak vzdali členství v komunistické straně.
V této situaci nastoupil Petr Růžička roku 1970 na SUPŠ na Žižkově náměstí v Praze, kde vystudoval obor nábytkářství.
Koncem 70. let uvažoval o podpisu Charty 77, otec mu to ale rozmluvil. Brzy poté se Růžička rozhodl emigrovat. Legálně s kamarádem odjel do Jugoslávie, kde získali tranzitní víza do Rakouska. U Salzburgu překročili hranice do Západního Německa. Zažádali o azyl, ale pak si Petr emigraci rozmyslel a vrátil se na hranice. Po návratu do Prahy s ním úřady zahájily trestní řízení pro úmyslné opuštění republiky. Pak však věc utichla. „Otec se musel hodně poklonit, aby mě z toho dostal,“ soudil Růžička. Krátce se v 80. letech pokoušel věnovat ve volném čase vodní turistice a vedl oddíl v ÚSMT při ÚDPM JF Praha i s ještě kratší epizodou správce loděnice ÚSMT v Podolí, kde již začínal s dřevařskými pracemi.
Od roku 1990 se věnoval tesařství. Záhy se specializoval na rekonstrukce historických krovů a postupně se stal vůdčím znalcem historických řemeslných postupů.

## Realizace
- Kostel svatého Petra a Pavla ve Volenicích na Strakonicku, oprava barokní věžní báně[5]
- Kostel Nanebevzetí Panny Marie ve Slavonicích na Jindřichohradecku, oprava věžního krovu[6]
- Výroba funkční repliky dřevěného beranidla a jeho použití při pilotáži roštu v náhonu Dolského mlýna (k. ú. Kamenická Stráň); 2008.
- Hrad Karlštejn, stropní konstrukce
- Hrad Krakovec, most přes šíjový příkop[7] Příprava akce probíhala na nádvoří hradu Křivoklát
- Vyzdvižení zvonu na věž kostela svatého Prokopa v areálu Sázavského kláštera, Sázava
- Dřevěný závěsný klecový jeřáb poháněný poběžnými koly (byl využit při rekonstrukcích několika památek a v současné době je dostupný v expozici Centra stavitelského dědictví v Plasech, součásti Národního technického muzea)
  - 2006 Pražský hrad[8] mezinárodní workshop, který probíhal v dubnu a květnu 2006 jako doprovodná akce v rámci výstavy Karel IV. císař z boží milosti. Akce se vedle českých a slovenských řemeslníků a studentů, kteří se specializují na historické pracovní postupy, zúčastnili manželé Laura a Rick Brownovi z Bostonu - zakladatelé studia Handshouse[9], tesaři z Německa a kováři z Velké Británie. Hlavními sponzory byla banka ČSOB a Správa Pražského hradu. Jeřáb poté fungoval ve vybraných dnech jako turistická atrakce.
  - 2006 Výměna soch na východním průčelí Staroměstské mostecké věže[10]
  - 2007 Hrad Točník[11], královský palác, oprava krovu.[12]
  - 2011 Hrad Kost[13], jeřáb použit při opravě Velké věže. Dále zde Petr Růžička vedl stavbu lešení a tesařské práce.[14]
- 2007 ? hrad Guédelon, Francie, klecový jeřáb, vylepšený model[15]
- Jakobínka, válcová věž Horního hradu v Rožmberku nad Vltavou (návrh a realizace stavebního lešení se spirálovou podlahou, využití šlapacího jeřábu podle Filippa Brunelleschi)[16] Stavba oceněna.[17]
- 2012 Dolský mlýn, Kamenická Stráň, Beranidlo[18]
- 2014 Hradec Králové, Bílá věž, zvonová stolice a další prvky; spolupráce.
- 2017 Kostel svatého Jakuba Staršího, Kutná Hora, zvonová stolice a vyzdvižení zvonu Jakub Maria do věže kostela dne 7. října 2017.[19][20]
- 2018 Hrad Točník, venkovní schodiště do Královského paláce
- 2018 Zámek Pardubice, muzeum, konzervace pernštejnské truhly.[21]
- 2019 Kostel svatého Jakuba ve Svatém Jakubu, konstrukce zvonové stolice, stavební jeřáb
- Hotel Svatý Tomáš, rekonstrukce krovů
- Krakovec, vrata
- Točník, vrata
- 2020 Tvrz Tichá
- Krovy v Chebu[22]

## Ocenění
- titul Nositel tradice lidových řemesel (2022)[4]

## Publikace
- RŮŽIČKA, Petr; MLÁZOVSKÝ, Vít. Konstrukce: experimentální stavba mostu k hradu Krakovci: výzkumné, vzdělávací a historické souvislosti. Ad architektura. 2005, roč. 1, čís. 0, s. 94–97. Dostupné v archivu pořízeném dne 2015-09-24. ISSN 1801-5255. Archivováno 24. 9. 2015 na Wayback Machine.
- BLÁHA, Jiří; RŮŽIČKA, Petr. Trasologický rozbor dřevěných prvků roubené polygonální stodoly usedlosti čp. 97 v Čisté. In: KMOŠEK, Jiří; KŘENKOVÁ, Zuzana; BRYOL, Radek. Průzkum a dokumentace památek lidové architektury. Rožnov pod Radhoštěm: Sebranice: Valašské muzeum v přírodě v Rožnově pod Radhoštěm: Spolek archaických nadšenců, 2016. Dostupné online. ISBN 978-80-87210-56-7. S. 172–189.

## Galerie

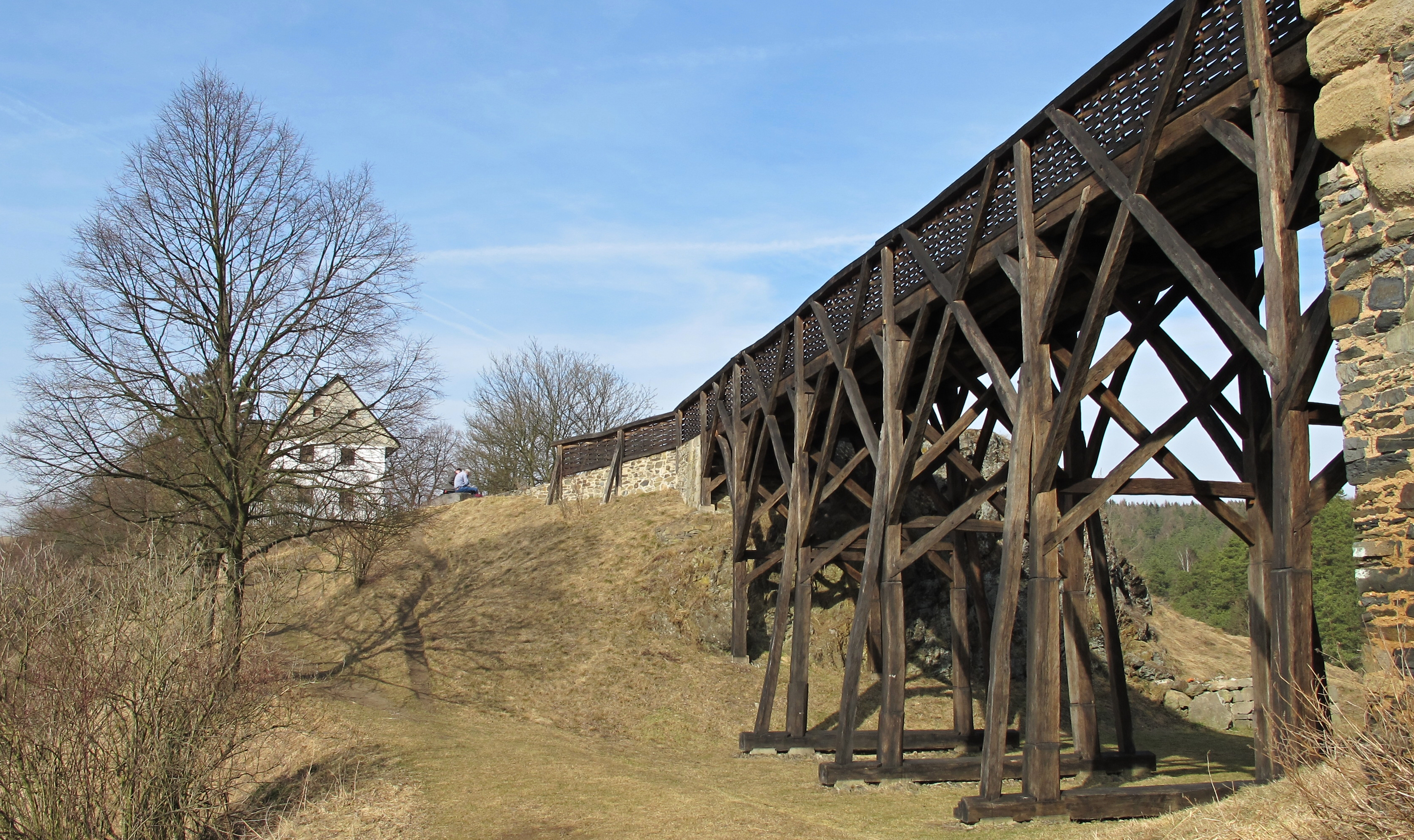
Most na hrad Krakovec, 2005
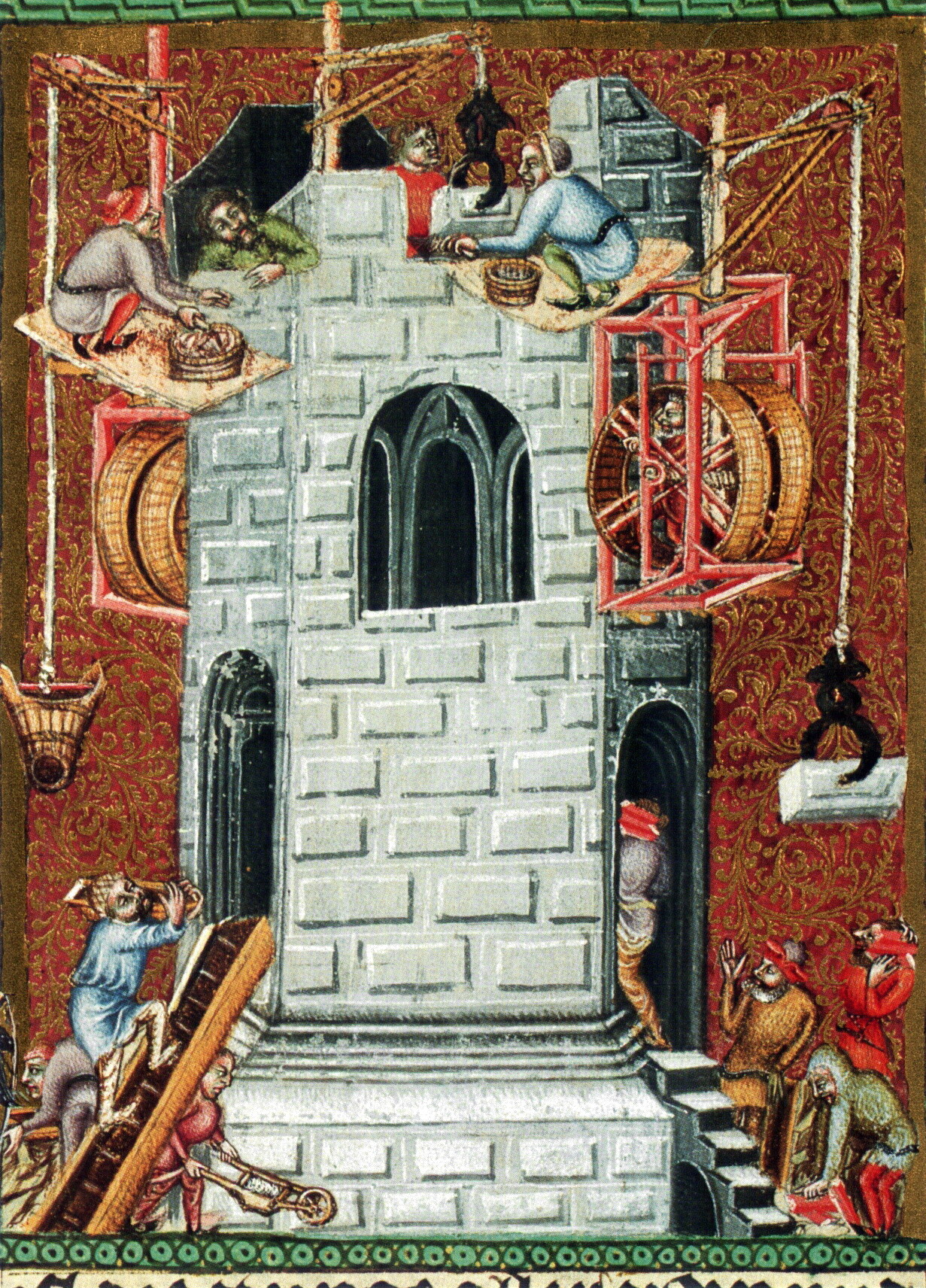
Stavba Babylónské věže, ilustrace z Bible Václava IV. z let 1390-1400, která zobrazuje stavební technologii konce 14. století.
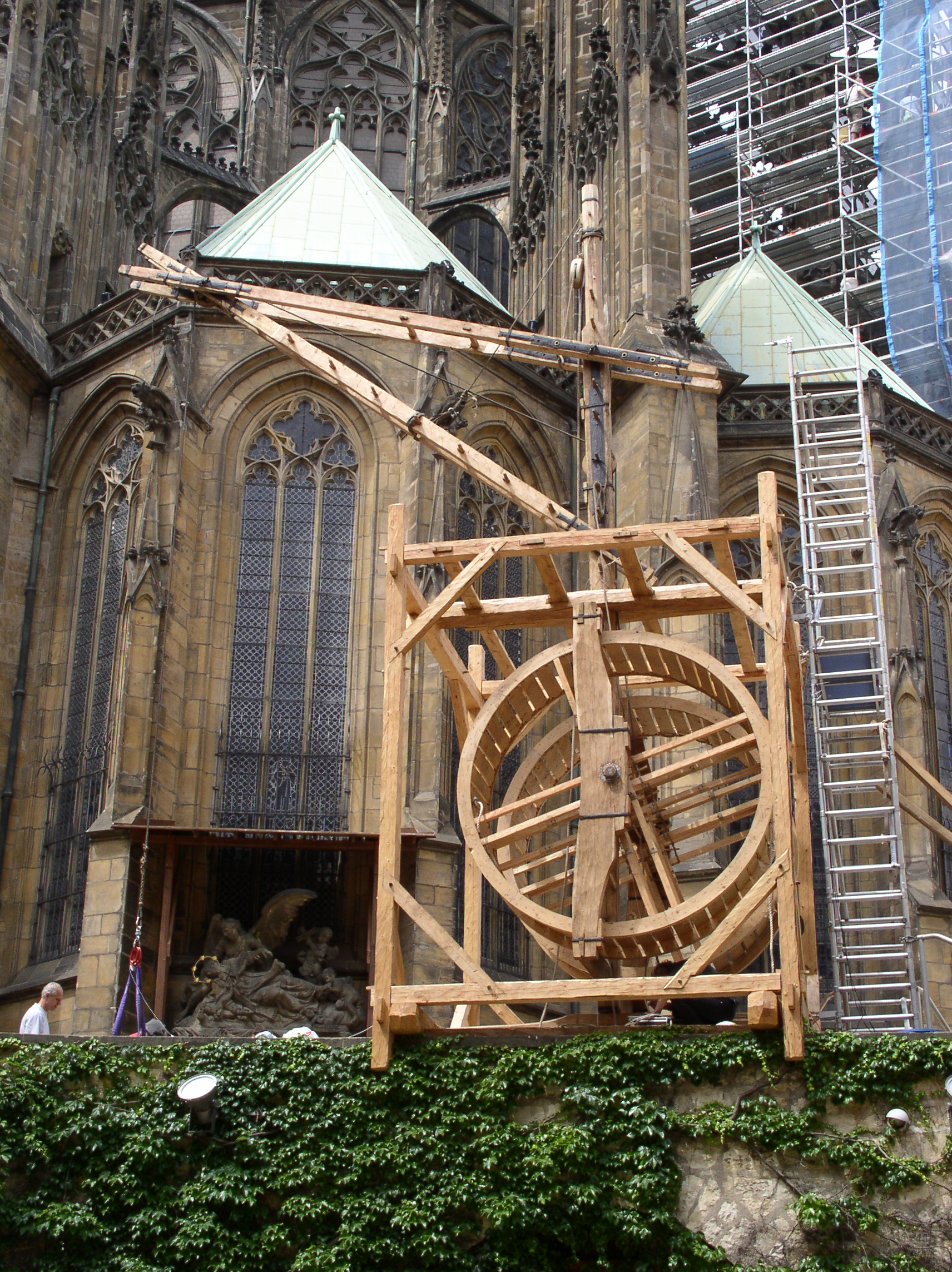
Jeřáb podle Bible Václava IV. na Pražském hradě v roce 2006.
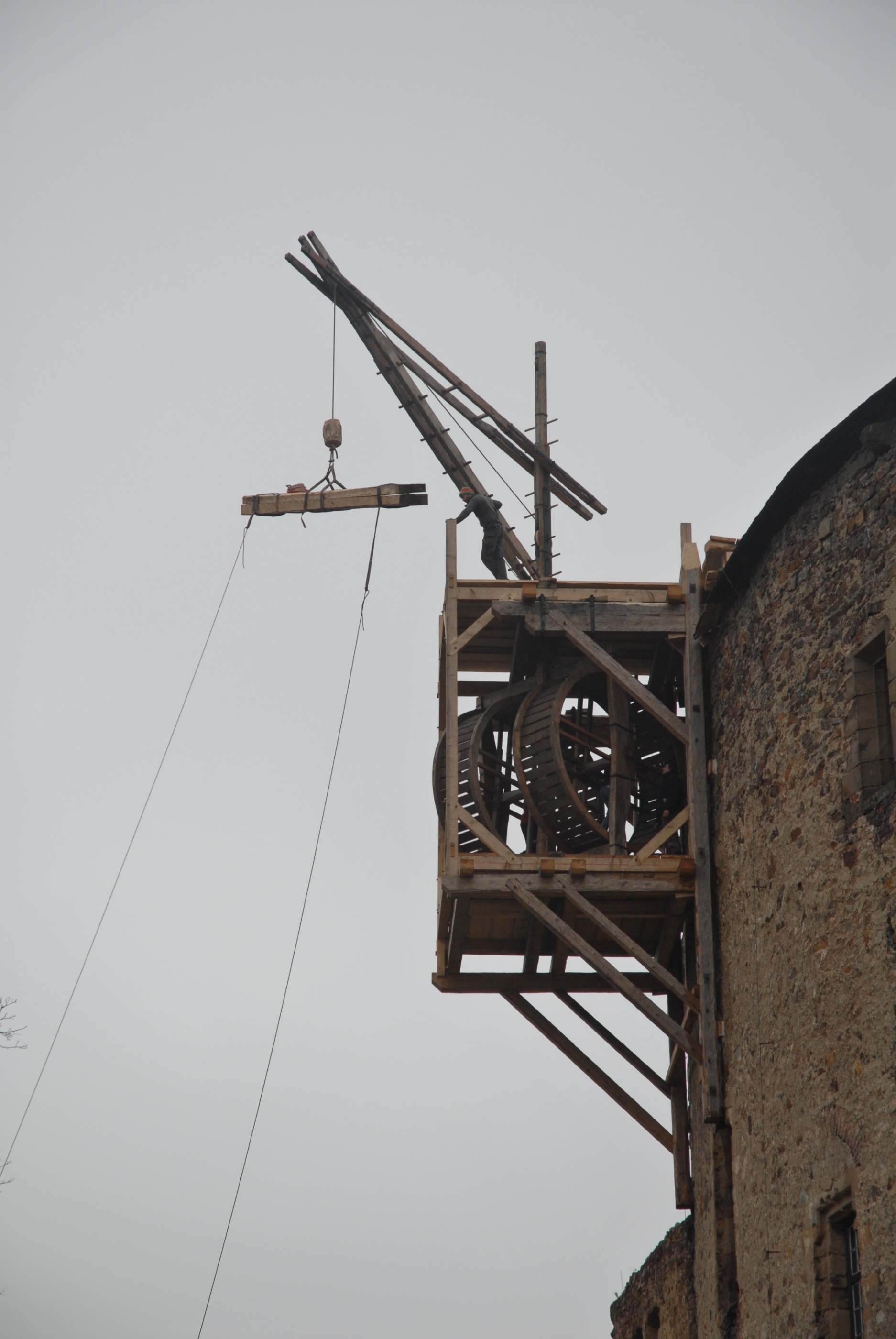
Použití jeřábu při opravách Královského paláce na hradě Točníku v roce 2007.
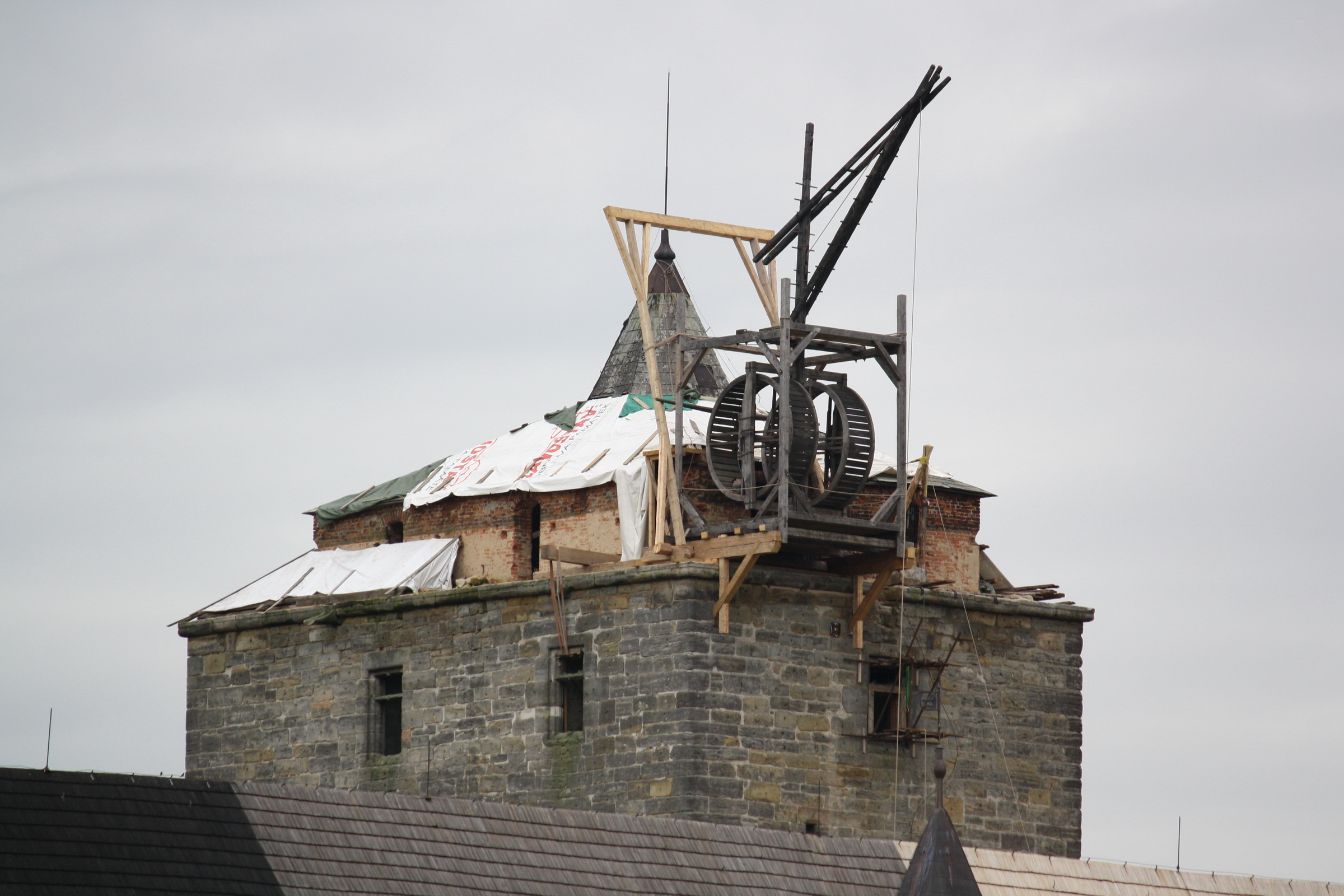
Použití jeřábu při opravách věže hradu Kost v roce 2011.
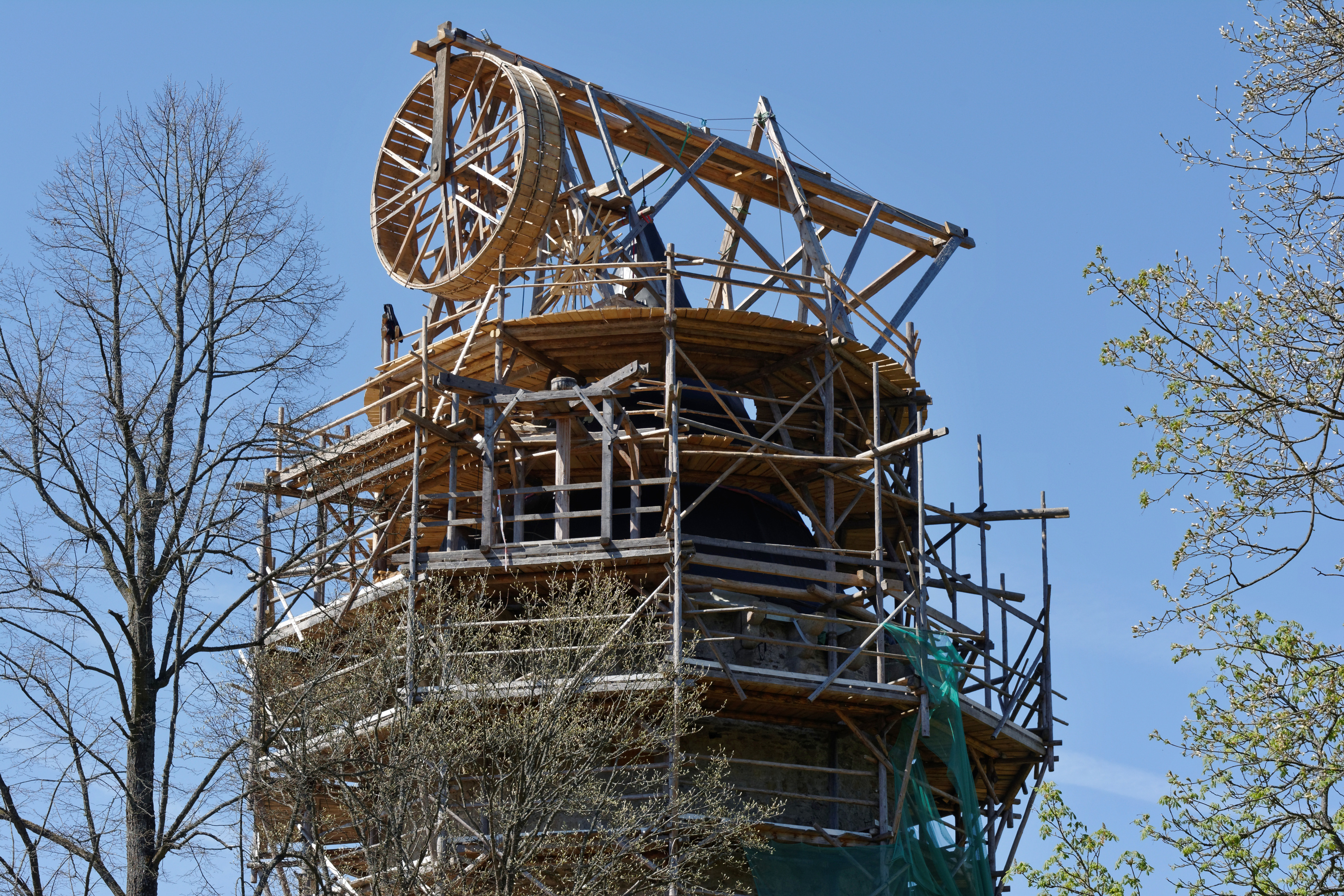
Jeřáb podle Filippa Brunelleschi na věži Jakobínka, hrad Rožmberk, 2018.